# Le Calice des dieux

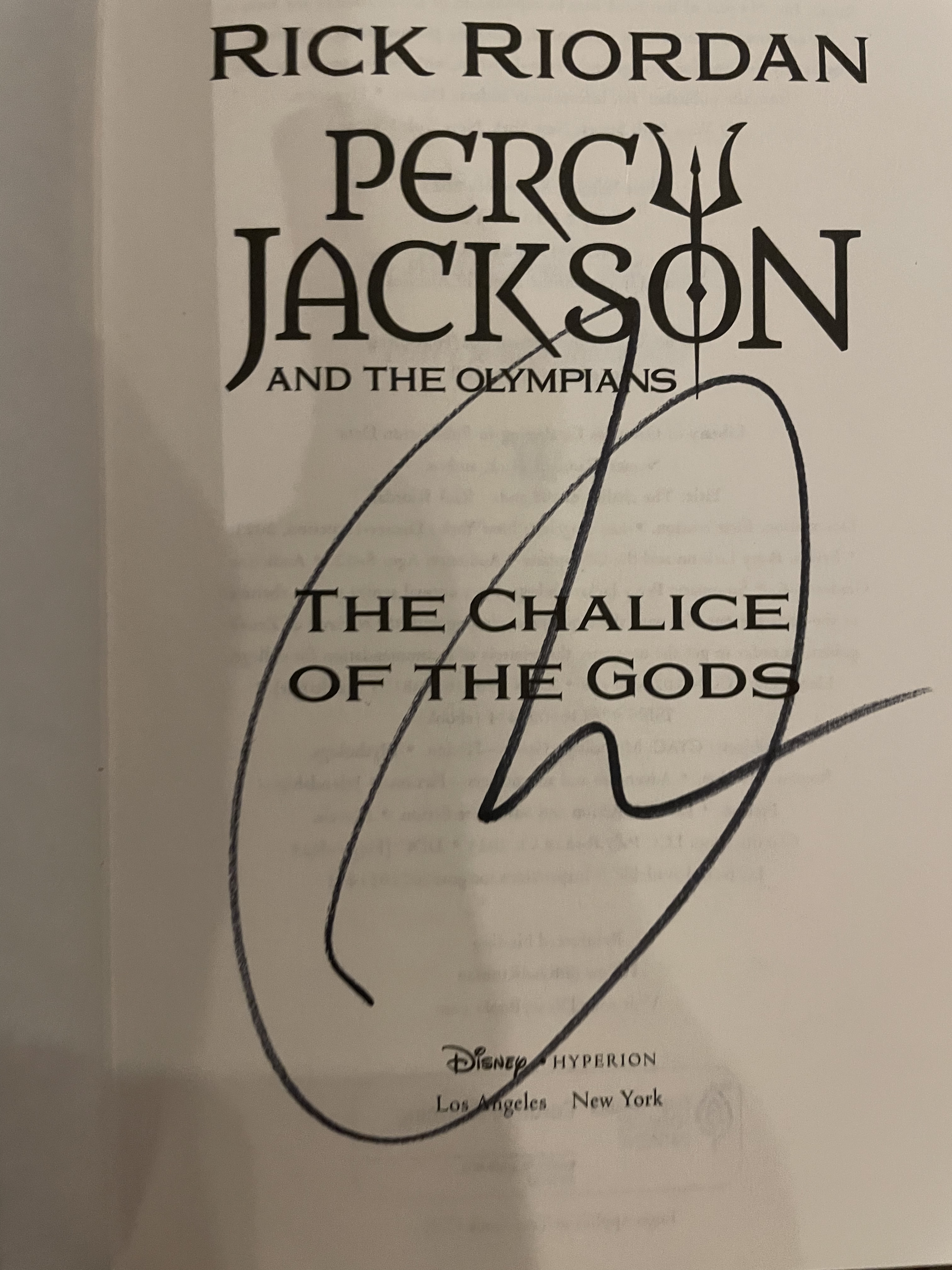
Signature de Rick Riordan sur un exemplaire dédicacé de Percy Jackson et du Calice des dieux.

Le Calice des dieux (titre original : The Chalice of the Gods) est un roman d'aventures de type fantasy basé sur la mythologie grecque de Rick Riordan. Il est sorti le 26 septembre 2023 par Disney Hyperion en anglais puis est paru en français le 13 mars 2024. Il s'agit du sixième roman de la série Percy Jackson, et fait suite aux cinq livres originaux, se déroulant entre les événements de la série Héros de l'Olympe et Les Travaux d'Apollon.

## Résumé
Percy Jackson est informé par son père Poséidon que, parce qu'il n'était jamais censé exister en raison du pacte après la Seconde Guerre mondiale selon lequel les Trois Grands n'avaient plus d'enfants, Percy n'est pas éligible à la Nouvelle Université de Rome. Cependant, Zeus a accepté de permettre à Percy d'y assister à condition qu'il accomplisse trois nouvelles quêtes pour les dieux et reçoive des lettres de recommandation de chaque dieu. Poséidon aide Percy à publier une annonce pour ses services tout en désignant une néréide comme conseillère d'orientation scolaire de Percy, afin de recevoir une aide supplémentaire. La petite amie de Percy, Annabeth Chase, et son meilleur ami Grover Underwood se portent volontaires pour aider Percy à terminer les quêtes.
L'échanson de Zeus, Ganymède, répond à l'annonce, ayant besoin d'aide car son calice d'immortalité a été volé et Ganymède doit le récupérer avant que les autres dieux ne le découvrent. Percy et ses amis enquêtent sur Hébé et Iris en tant que suspects potentiels et sont obligés de s'adapter à l'horaire scolaire de Percy. Bien que tous deux soient innocentés de tout acte répréhensible, en échange du nettoyage de son bâton magique, Iris découvre le véritable coupable, Géras, le dieu de la vieillesse, et aide Percy, Annabeth et Grover à le localiser. Percy défie Geras dans un match de lutte à mort, mais gagne finalement en embrassant Géras et, en fait, la vieillesse et tout ce qui accompagne la mortalité, gagnant le respect de Géras et le retour du calice.
Cependant, Percy, Annabeth et Grover reçoivent un appel de détresse de Ganymède indiquant que Zeus organise un brunch soudain pour sa mère Rhéa, ce qui signifie que Ganymède a besoin de récupérer le calice immédiatement. Avec l'aide de Grover, de la casquette d'invisibilité d'Annabeth et du personnel de cuisine de Zeus, Percy se faufile dans le palais de Zeus où il retrouve Ganymède seul avec l'aide inattendue d'Athéna et lui rend le calice juste à temps. Ganymède donne à Percy un morceau de papier magique sur lequel Percy, sa mère enceinte Sally, son beau-père Paul et Annabeth dictent sa première lettre de recommandation. Poséidon rassure Percy qu'il veille toujours sur lui et dit à Percy que son petit acte d'héroïsme en aidant Ganymède prouve qu'il est un véritable héros plus que n'importe laquelle de ses quêtes pour sauver le monde, car Percy avait tenu sa promesse envers le dieu et défié Géras. Non pas pour sauver le monde ou pour recevoir la lettre à la fin, mais parce que c'est qui il est. Percy et Annabeth planifient leur avenir ensemble et obtiennent le reste des lettres dont Percy aura besoin pour garantir son entrée à l'université.

## Arrière-plan
Le Calice des dieux a été annoncé le 18 octobre 2022. Le 24 février 2023, la couverture a été annoncée parallèlement à la date de sortie finale du projet. La couverture a été réalisée par Victo Ngai et la date de sortie était le 26 septembre 2023,.